# Васянович Валентин Миколайович
Валентин Миколайович Васянович (нар. 21 липня 1971, Житомир) — український режисер, сценарист та продюсер. Лауреат конкурсної програми Orizzonti / Горизонти (2019; кінострічка «Атлантида») та номінант головної нагороди Leone d'Oro / Золотий лев (2021; кінострічка «Відблиск») Венеційського кінофестивалю. Лауреат Національної премії України імені Тараса Шевченка (2019; кінострічка «Атлантида»).

## Біографія
Народився в 1971 році в Житомирі. Закінчив Музичне училище імені Віктора Косенка. Професійний шлях у кіно починав у Національному університеті театрального мистецтва ім. Карпенка-Карого, який закінчив у 1995 році з дипломом оператора, а в 2000 році — з дипломом режисера документального фільму. Займався в творчих майстернях українських кінематографістів Олексія Прокопенка та Олександра Коваля.
У 2006—2007 роках навчався у Школі режисерської майстерності Анджея Вайди, Польща.

## Громадська позиція

### Публічне засудження незаконного ув'язнення Олега Сенцова Росією
У 2018 році Васянович публічно засудив владу Росії через незаконне ув'язнення Олега Сенцова та підтримав звернення Європейської кіноакадемії на захист ув'язненого в Росії українського режисера

### Публічна підтримка українськомовного медіапростору
Васянович публічно виступає за розвиток українськомовного контенту в Україні, та за відвоювання медіапростору від засилля російськомовного та російсько-українського суржикомовного медіаконтенту. У жовтні 2020 року в інтерв'ю українського видання birdinflight.com Васянович зазначив, що «суржик — це рак української мови, він є результатом російської експансії в Україну. Зараз нас перегинають в інший бік: мовляв, що це за мова неправдоподібна, даєш суржик! Навіщо підтримувати цю хворобу?». Пізніше у грудні 2020 року в інтерв'ю українському виданню lb.ua він підкреслив, що у мові героїв своїх фільмів йому найважливіше «щоб не було суржику. Я просто не хочу підтримувати цю традицію і підігрівати тим людям, які кажуть, що „суржик наше все“ і дає відчуття „українськості“ мови. Я проти цього, я за чисту мову. Там можуть бути матюки, але не може бути суржику, я з цим борюсь».

## Фільмографія

### Повнометражні фільми
| Рік  | Тип                 | Фільм           | Виступав у ролі: | Виступав у ролі: | Виступав у ролі: | Виступав у ролі: | Примітки        |
| Рік  | Тип                 | Фільм           | Режисера         | Сценариста       | Продюсера        | Оператора        | Примітки        |
| ---- | ------------------- | --------------- | ---------------- | ---------------- | ---------------- | ---------------- | --------------- |
| 2012 | повнометражний худ. | Звичайна справа | Так              | Так              |                  |                  |                 |
| 2013 | повнометражний худ. | Креденс         | Так              | Так              |                  |                  |                 |
| 2014 | повнометражний док. | Присмерк        | Так              | Так              |                  | Так              |                 |
| 2014 | повнометражний худ. | Плем'я          |                  |                  | Так              | Так              |                 |
| 2017 | повнометражний худ. | Рівень чорного  | Так              | Так              | Так              | Так              |                 |
| 2017 | повнометражний худ. | Згода           |                  |                  |                  | Так              | польський фільм |
| 2019 | повнометражний худ. | Атлантида       | Так              | Так              | Так              | Так              |                 |
| 2021 | повнометражний худ. | Відблиск        | Так              | Так              | Так              | Так              |                 |

### Короткометражні фільми
- 1998 — «На згадку»
- 2001 — «Старі люди»
- 2004 — «Проти сонця»
- 2006 — «Лінія»
- 2007 — «Колискова для флейти з барабаном»

## Нагороди
- 1998 — Міжнародний кінофестиваль «Золотий Вітязь», Росія. Друга премія «Срібний витязь».
- 2002 — Міжнародний кінофестиваль в Баку. Перший приз за найкращий документальний фільм.
- 2005 — Міжнародний фестиваль короткометражних фільмів в Клермон-Феррані, Франці. Приз міжнародного журі.
- 2005 — Міжнародний фестиваль короткометражних фільмів Нансі, Франція. Гран-прі фестивалю.
- 2005 — Міжнародний кінофестиваль «Літопис». Гран-прі фестивалю.
- 2005 — Міжнародний кінофестиваль документального кіно «Контакт». Диплом за найкращий короткометражний фільм.
- 2005 — Міжнародний кінофестиваль в Торонто, Канада. Відзнака журі.
- 2005 — Міжнародний кінофестиваль IMAGO, Португалія. Відзнака журі.
- 2005 — Лауреат мистецької премії «Київ» ім. Івана Миколайчука.
- 2012 — Одеський міжнародний кінофестиваль, Дон Кіхот (приз Міжнародної федерації кінопреси).
- 2015 — Державна премія України імені Олександра Довженка[9].
- 2017 — Премія «Золота дзиґа» найкращому операторові-постановнику.
- 2019 — Перший приз програми «Горизонти» Венеційського кінофестивалю за «Атлантиду»[10].
- 2019 — Спеціальний приз журі — Токійський міжнародний кінофестиваль — «Атлантида»
- 2020 — Орден «За заслуги» ІІІ ступеня[11][12] — Васянович відмовився від ордена з формулюванням «Я не можу прийняти державну нагороду, якою мене відзначили з нагоди Всеукраїнського дня працівників культури та майстрів народного мистецтва. Як учасник кінематографічного процесу я протестую цією відмовою проти генерування владою кримінальних проваджень проти більшості кіновиробників, котрі створювали українську кіноіндустрію останніми роками. За дивним збігом обставин, ці „справи“ переважно стосуються тих продакшенів, які представляли Україну на міжнародній арені. Я не можу приймати нагороду від тієї влади, яка однією рукою нагороджує „за значний особистий внесок у розвиток національної культури, вагомі творчі здобутки та високу професійну майстерність“, а іншою — відкриває кримінальні провадження та займається переслідуванням. Це не політичне рішення. Це цехова солідарність та етика»[13] Указ № 491/2020, підписаний 9 листопада, оприлюднений на сайті президента 10 листопада, зник з нього 11 листопада[14]. Повідомлення про повернення указу на сайт з'явилося 16 січня 2021 року, через 2 місяці відсутності[15].

### Висунення на кінопремію «Оскар»
У серпні 2017 року Український Оскарівський комітет офіційно висунув фільм «Рівень чорного» на кінопремію «Оскар», як найкращий фільм іноземною мовою від України
У вересні 2020 року Український Оскарівський комітет офіційно висунув фільм «Атлантида» на кінопремію «Оскар», як найкращий фільм іноземною мовою від України.